# 국립포항검역소
국립포항검역소(國立浦項檢疫所, Pohang National Quarantine Station)는 질병관리청 산하 경북권질병대응센터의 소속기관이다. 1971년 9월 7일 발족하였으며, 경상북도 포항시 북구 해안로 27에 위치하고 있다. 소장은 기술서기관으로 보한다.

## 연혁
- 1971년 9월 7일: 보건사회부 소속으로 국립포항검역소 설치.
- 1994년 12월 23일: 보건복지부 소속으로 변경.
- 2002년 5월 13일: 대구국제공항지소 개소.
- 2008년 2월 29일: 보건복지가족부 소속으로 변경.
- 2010년 3월 19일: 보건복지부 소속으로 변경.
- 2020년 9월 12일: 질병관리청 산하 경북권질병대응센터 소속으로 변경

## 검역항
- 본부 관할: 포항항
- 대구국제공항지소 관할: 대구국제공항